# Dasyfidonia avuncularia
Dasyfidonia avuncularia là một loài bướm đêm trong họ Geometridae.